# نام گل سرخ
نام گل سرخ (به ایتالیایی: Il nome della rosa) نخستین رمان اومبرتو اکو نویسندهٔ ایتالیایی است که سال ۱۹۸۰ منتشر شد. کتاب یک داستان جنایی تاریخی است که در صومعه‌ای در ایتالیای سال ۱۳۲۷ میلادی می‌گذرد؛ معمایی روشنفکرانه که نشانه‌شناسی در داستان را با تحلیل انجیل، مطالعات مذهبی قرون وسطی و نظریات ادبی تلفیق می‌کند. در سال ۱۹۸۶ بر اساس این رمان فیلمی به همین نام ساخته شد.

## چکیده داستان
«ویلیام»، کشیش تیزهوش انگلیسی، به همراه «آدسو»، شاگرد جوانش، برای شرکت در مباحثه‌ای الهی دربارهٔ عیسی مسیح، به صومعه‌ای در شمال ایتالیا می‌روند. راهب بزرگ صومعه، آنان را از مرگ مرموز یکی از کتابداران کتابخانه آگاه می‌کند، و وقتی فردای آن روز جسد راهب دیگری که مترجم یونانی بوده در کتابخانه صومعه پیدا می‌شود، «ویلیام» و «آدسو» برای یافتن علت مرگ آنان به بخش کتاب‌های خطی کتابخانه راه می‌یابند ...

## آثار دیگر
اورهان پاموک نام من سرخ را تحت تأثیر این رمان نوشته‌است.
مضامین اساسی کتاب:
این گفتهٔ کتاب که: "کتاب‌ها همیشه از کتاب‌های دیگر سخن می‌گویند و هر داستان، داستانی را می‌گوید که قبلاً گفته شده‌است" به این اندیشه پست‌مدرن می‌پردازد که تمام متون پیوسته به متون دیگر و نه واقعیات خارجی اشاره می‌کنند. این کتاب با عدم قطعیت به پایان می‌رسد: "چیزهای اندکی کشف شده و کارآگاه شکست خورده‌است" (منبع: پی‌نوشت خود اکو) ویلیام تا اندازه‌ای اشتباه معما را حل می‌کند؛ او می‌اندیشد که الگویی وجود دارد، اما در حقیقت الگوهای بسیاری وجود دارد که با اشتباهات تصادفی قاتلان ترکیب می‌شود. ویلیام با خستگی چنین نتیجه‌گیری می‌کند که: "الگویی وجود ندارد". به این ترتیب، اکو برای پایان‌بندی کتاب به کاوش مدرنیستی روی می‌آورد؛ قطعیت و مفهومی که قطعیت به دنبال دارد، طرح داستان را رویهمرفته تا اندازه‌ای معلول تصادف و مسلماً بدون معنای خاصی رها می‌کند؛ حتی نام داستان هم راه را برای معناهای بی‌شمار یا مبهم بازمی‌گذارد.

## به فارسی
این کتاب بار نخست به قلم شهرام طاهری (با عنوان نام گل سرخ) و بار دوّم به قلم رضا علیزاده (با عنوان آنک نام گل) به فارسی ترجمه شده‌است.